# Brent Sancho
Brent Sancho (ur. 13 marca 1977 w Port-of-Spain) – trynidadzki piłkarz, grający na pozycji środkowego lub prawego obrońcy.
Sancho w młodych latach trafił do college’u St. John’s University z Nowego Jorku, zresztą dużą część kariery Sancho spędził właśnie w Stanach Zjednoczonych. W 1999 roku trafił do Europy i zaliczył jeden występ w Myllykosken Pallo -47. Następnie grał w innym fińskim klubie Tervaricie Oulu. Potem grał w Charleston Battery, Portland Timbers, San Juan Jabloteh i Joe Public F.C. W 2003 roku znów grał w Europie – w Dundee F.C. W 2005 roku odszedł do Gillingham F.C., a w 2007 roku z niego do Millwall F.C. W 2008 roku był zawodnikiem Ross County i Atlanty Silverbacks, a od 2009 roku występuje w Rochester Rhinos.
W reprezentacji Trynidadu i Tobago Sancho debiutował dawno bo 12 października 1999 roku w zremisowanym 2:2 meczu z reprezentacją Panamy. Sancho szybko stał się ulubieńcem fanów w kraju, a także swojego klubu. Dobra postawa (m.in. pomógł w wygraniu przez Gillingham 6 kolejnych meczów w lidze) zaowocowała powołaniem przez Leo Beenhakkera na Mistrzostwa Świata w Niemczech. Tam w pierwszym meczu przeciwko reprezentacją Szwecji cała reprezentacja Trynidadu i Tobago spisała się znakomicie i w debiucie na tak wielkiej imprezie osiągnęła remis 0:0, a Sancho stał się pierwszym piłkarzem Gillingham w historii, który zagrał w meczu Mistrzostw Świata. Jednak po porażkach z Anglią (0:2) oraz Paragwajem (0:2) reprezentacja Trynidadu i Tobago wróciła do domu po fazie grupowej. W tym ostatnim meczu Sancho zapisał się niechlubnie w historii, strzelając samobójczego gola.